# Synagoga v Kamenici nad Lipou
Synagoga v Kamenici nad Lipou stojí v Tyršově ulici v Kamenici nad Lipou naproti zdejšímu autobusovému nádraží.
Byla postavena až na konci 30. let 20. století, přesněji v letech 1937–1938, coby poslední synagoga v Čechách před 2. světovou válkou. V roce 1949 byla prodána Českobratrské církvi evangelické, která ji roku 1974 opravila a dodnes ji využívá k bohoslužebným účelům.
Kamenická židovská komunita přestala existovat v roce 1940.
V obci se nachází také židovský hřbitov.